# Rustia venezuelensis
Rustia venezuelensis är en måreväxtart som beskrevs av Paul Carpenter Standley och Julian Alfred Steyermark. Rustia venezuelensis ingår i släktet Rustia och familjen måreväxter. Inga underarter finns listade i Catalogue of Life.